# Sân bay Tchibanga
Sân bay Tchibanga (IATA: TCH, ICAO: FOOT) là một sân bay ở thành phố Tchibanga, tỉnh Nyanga, Gabon.

## Hãng hàng không và điểm đến
| Hãng hàng không               | Các điểm đến |
| ----------------------------- | ------------ |
| Nationale Regionale Transport | Libreville   |